# Chevrolet Blazer EV
O Chevrolet Blazer EV é um crossover elétrico de bateria de segmento E fabricado pela General Motors sob a marca Chevrolet. Apresentado em 2022, o modelo começou a ser vendido em meados de 2023 na América do Norte. O modelo oferecerá até 510 km de autonomia. É produzido na fábrica da GM em Ramos Arizpe, no México. O Blazer EV também ganhou o prêmio MotorTrend SUV do Ano (SUVOTY) em 2024.